# Миладинович, Боян
Боян Миладинович (серб. Бојан Миладиновић; 24 апреля 1982, Крушевац, Югославия) — бывший сербский футболист.

## Карьера
В 2000 году Боян Миладинович начал свою профессиональную карьеру в составе команды своего родного города Крушеваца, в команде «Напредак». За три сезона проведенных в «Напредаке» играл в 56 матчах и забил 1 гол.
В 2001 году выступал в аренде за клуб «Траял», где в проведённых 27 матчах забил 2 гола.
В 2004 году Боян Миладинович перешёл в состав флагмана сербского футбола, в команду «Црвена Звезда» (Белград). За два сезона в составе «Црвена Звезды» играл в трех матчах и не смог забить ни одного гола.
В сезоне 2008 года опять перешёл в состав «Напредака» и провёл в Крушеваце один сезон где играл в 16 матчах и забил 3 гола.
В 2009 году переехал в Узбекистан и подписал контракт с флагманом узбекского футбола ташкентским «Пахтакором». За все это время играл в 70 матче и забил 9 голов.
В 2015 году перешёл чемпионат Малайзии. Подписав контракт с «Фелда Юнайтед».

## Карьера в сборной
В 2004 году был вызван в молодёжную сборную Сербии. В том году в составе молодёжки играл в семи матчах. В последующие годы не был вызван в сборную.

## Достижения
Узбекистан
- Чемпион Узбекистана: 2012, 2014
- Серебряный призёр чемпионата Узбекистана: 2009, 2010
- Обладатель Кубка Узбекистана: 2009

Сербия
- Чемпион Сербии: 2004, 2006, 2007
- Серебряный призёр Чемпионата Сербии: 2005, 2008
- Обладатель Кубка Сербии: 2004, 2006, 2007
- Серебряный призёр Кубка Сербии: 2005